# Albert Kahn
Albert Kahn (født Abraham Kahn, 21. marts 1869 i Marmoutier, død 14. november 1940 i Boulogne-Billancourt) var en fransk bankmand og filantrop og er mest kendt for at efterlade sig en stor samling af fotografier og film fra hele verden. Fotografierne kan i dag ses pa Albert Kahn-museet i Paris og der kan man også besøge den tilhørende have, som Kahn selv indrettede i forskellige internationale stilretninger bl.a. eksemplificeret af de engelske og japanske afsnit af haven.

## Den fotografiske samling
I 1909 rejste Kahn sammen med sin chauffør og fotograf Alfred Dutertre til Japan på forretningsrejse og kom hjem med mange fotografier fra rejsen.
Rejsen fik ham til at starte et projekt og fotografisk samling med dokumentation fra hele jorden. Han udpegede Jean Brunhes som projektets leder og sendte fotografer af sted til alle kontinenter for at dokumentere jorden og dens folkeslag med brug af de første farvefotografier baseret på autochromemetoden.
Mellem 1909 og 1931 blev der samlet omkring 72.000 farvefotografier og 183.000 meter film. Disse udgør i dag en unik historisk dokumentation fra 50 lande og er kendt som "les Archives de la Planète" (ADLP) (da. jordens arkiv).
Kahns fotografer begyndte at dokumentere Frankrig i 1914, kun nogle få dage 1. verdenskrigs udbrud og nåede i samarbejde med militæret at dokumentere krigens rædsler, men også hverdags- og bondelivet.
Som følge af Wall Street-krakket i 1929 stoppede projektet.

### Museet
Siden 1986 har samlingen haft til huse i Albert Khan museet på adressen 14, Rue du Port, Boulogne-Billancourt, Paris. Det er nu et fransk nationalmuseum som tillige inkluderer fire hektar have.

## Biografi

### Tidlig liv
Albert Kahn blev født som Abraham Kahn den 3. marts 1860 i Marmoutier i den nedre del af Rhinen (Bas-Rhin) i Alsace, Frankrig ind i en jødisk familie og som den ældste af 4 børn af hans far Louis Kahn (kvæghandler) og hans mor Babette Kahn (født Bloch) (hjemmegående). I forbindelse med den fransk-preussiske krig i 1871 bliver Alsace og dele af Lorraine en del af Tyskland. Ligesom mange andre familier, vælger familien Kahn i 1872 at flytte til området Saint-Mihiel ved Meuse floden. Moderen dør i 1870 da Kahn er 10 år gammel og i 1873 fortsætter Kahn sine skolestudier på gymnasiet i Saverne (fr. Collège de Saverne).

### Paris og Bankmanden
Kahn ankommer til Paris i en alder af 16 år og han begynder at bruge navnet Albert. I Paris begynder hans karriere som confectionneur (sælger) i en konfektionsbutik på Rue Montmarte. Som 21 årig bankelev ansættes han hos brødrede Charles og Edmond Goudchaux i deres bank. Kahn fortsætter med at studere på École Normale Supérieure og her møder han sin lærermester og livslange ven Henri Bergson. Til trods for mange udlandsrejser i forbindelse med sit arbejde i banken lykkedes det for Kahn at uddanne sig og få en bachelorgrad i henholdsvis samfundsvidenskab (fr. "baccalauréats de lettres", eng. BA "bachelor of Arts", tidl. BLitt) i 1882 og naturvidenskab (eng. BSc, bachelor of science) i 1883 og han begynder ydermere at studere til advokat som han færdiguddannes som i 1885. I banken opdager Goudchaux Kahn's talent for bankvirksomhed og i perioden 1889-1893 opbygger Kahn en formue ved at spekulere i guld- og diamantminer i Sydafrika. Kahn ender som senior partner til Edmond Goudchaux i banken. Den 4. september 1893 lejer Kahn en hus i Boulogne-sur-Seine som han senere køber, udvider og her starter opbygningen af sin have.
I 1898 starter Kahn sin egen bank under navnet "Bank Kahn" på adressen 102 Rue de Richelieu i Paris. Bankforretningen går strygende. Der samarbejdes med finansielle institutioner og syndikater om lån og finansiering af internationale industrielle projekter – herunder specielt i Japan. Banken sikrer Kahn løbende indkomst i forbindelse med alle mulige former for spekulative aktieinvesteringer. Kahns evner for at se investeringsmuligheder øger bankens- og Kahns formue og renomme i Frankrig såvel internationalt.
I starten af det 20. århundrede er Kahn én af verdens rigeste mennesker.

### Fredsarbejdet
I et brev dateret 10. februar 1887 skriver Kahn til sin ven Bergson, "Det går ret godt med hensyn til mine forretninger, men som du ved, så er det ikke mit ideal ...". Kahn, den succesfulde bankmand, beslutter sig for at hengive sit liv og sin formue til at etablere universel fred. I perioden 1898 til 1931 opretter og finansierer Kahn derfor en række initiativer og institutioner som skal fremme forståelsen mellem mennesker, f.eks.:
- I 1898 indrykker Kahn i avisen Les Temps annoncer med titlen "Autour du Monde" (da. Rundt om Jorden) hvori han anonymt donerer rejselegater som skal støtte folk i at rejse og opdage verden.
- I 1902 oprettes "La société Autour du Monde" (da. Selskabet Rundt om Jorden) som i samarbejde med den franske nationale komite for sociale- og politiske studier (fr. Comité National d'Études Sociales et Politiques – CNESP) skal fremme løsninger til dårligdomme for menneskeheden i alle verdens lande.
- Han opretter i 1912 "les Archives de la Planète" (ADLP) (da. planetens arkiv) som med farvebilleder og sort-hvid film identificerer og dokumenterer aspekter af livet i menneskelige kulturer.
- Han finansierede i 1912 en stilling i samfundsgeografi (eng. Human Geography) på højskolen Collège de France i Paris (over for Sorbonne universitetet). Stillingens geograf, Jean Brunhes rejser i perioden 1912-1927 til steder i Europa, Mellemøsten, Sydøst-asien og Canada og bidrager væsentlig med fotografier og film til "les Archives de la Planéte" og universitetets samlinger.
- Han opretter d. 4. august 1914 "le comité du Secours national" en national redningskomite som hjælper civile ofre under 1. verdenskrig.
- Han finansierede to centre for social dokumentation. I 1920 oprettedes "Centre de Documentation Sociale" (CDS) ved "École Normale Supérieure" (ENS), Rue d'Ulm. I 1927 udvides med endnu et center for piger i Sèvres.
- Han finansierede i 1926 under ledelse af Dr. Jean Comandon et biologisk laboratorie til forbedring af filmoptagelser under mikroskop (eng. microcinematography).
- Han finansierede i 1929 et center for studier af præventiv medicin på universitetet i Strasbourg.
- Han støtter i april 1929 Sorbonne Universitetet med midler der skal sikre en arkivering og fortsættelse af samlingen. Dette lanceredes under navnet "Centrale de recoordination". Støtten bortfalder dog efter Kahns ruin ved Wall Street-krakket.

### Ruin og død
Wall Street-krakket i 1929 bliver et fatalt stød til – den nu 69 år gamle – Kahns fremtid. Som andre franske banker er det først ved slutningen af 1930 at regnskaberne for Bank Kahn viser tab, og det øgedes betydeligt ved udgangen af det næste år. I 1931 er der kun 3 personer ansat i "les Archives de la Planète" og firmaet "Autour du Monde" oplever insolvens (cash-flow problemer), hvilket stopper støtten til rejser såvel som studier ved CNESP. I perioden 1930 til 1932 optager Kahn lån mod sikkerhed i hans ejendomme ved Boulogne og Cap Martin. Kahns kapital og værdierpapirer forværres og han forceres til retten af kreditorerne. I 1932 erklæredes Bank Kahn for konkurs og Kahns ejendomme bliver i 1933 og 1934 solgt på tvangsauktion. Dele af Kahns ejendomme, inklusiv samlingen af fotografier og film, bliver erhvervet af Department of Seine. Kahn bor stadig i sit hjem i Boulogne, omend han ikke længere selv ejer ejendommen. I 1937 åbnes haven for offentligheden. Om natten mellem 13. og 14. november 1940 dør Albert Kahn i sit hjem i Boulogne i en alder af 80 år.

### Manden Albert Kahn
Albert Kahn brød sig ikke om at tale om sig selv og det har gjort det svært at skrive hans biografi. Det vides dog, i henhold til diverse kilder, at han talte med et meget udpræget alsasisk (eng. Alsatien) accent. Han klædte sig altid meget simpelt og var i øvrigt meget asketisk på mange områder af sit liv. Det vides at han holdt hunde og at han var vegetar. Han begyndte dagen kl. fem om morgenen. 
Han spillede klaver som han blev undervist i hver onsdag og gik ofte til koncerter, bl.a. Festspillene i Bayreuth. Hans interesse for musik og kunst gav ham mange venner, heriblandt skulptøren Auguste Rodin og filosoffen Henri Bergson. Kahn skiftede mellem forretningsrejser og fornøjelse men kombinerede også ofte de to. Mellem 1886 og 1912 rejste han i Europa, Venezuela, Egypten, Rusland, Japan og i perioden november 1908 til marts 1909 rejste han jorden rundt startende i New York, USA til Hawaii, Kina, Sydøstasien og Indien. Han rejste også til Sydamerika og besøgte landende Uruguay, Argentina og Brasilien.
"Jeg rejste meget", sagde han, "Jeg har læst og kendt alle de store mænd i min tid... Hvad jeg søgte var livets vej og dets principper, men jo ældre jeg bliver, jo mere har indset hvor svært og hårdt det er", Albert Kahn i Frankrig, Japan no. 32, 15. august, 1938.

## Diverse
- I perioden 3. til 13. oktober 2011 viste DR2 serien "Albert Kahns verdensarkiv 1-9"[3] efter BBC's serie "Edwardians in colour: The Wonderful World of Albert Kahn" fra 2007.[4][5]